# Cono Sur
Cono Sur var namnet på en musikgrupp från Göteborg som, med start 1975, spelade latinamerikansk musik, i synnerhet andinsk musik från Bolivia, Peru, Chile, men senare även musik med anknytning till Argentina och Uruguay.
Gruppen skiftade en del medlemmar under 1970-talet, och bestod bland andra av Pedro van der Lee, Kjell Åke Hansson, Kiki Eldh, Lasse Berg, René Villar och Manuel Medina. Gruppen gav 1979 ut LP-skivan Siglo 20 på skivbolaget Nacksving (skivnummer 031-26).